# Boali
Boali è una subprefettura della Prefettura di Ombella-M'Poko, nella Repubblica Centrafricana.